# Distretto di Beydağ
Il distretto di Beydağ (in turco Beydağ ilçesi) è uno dei distretti della provincia di Smirne, in Turchia.